# Louis Partridge
Pour les articles homonymes, voir Partridge.
Louis Partridge, né le 3 juin 2003 à Wandsworth (Londres), est un acteur britannique. Il est également mannequin pour la marque Prada. 
Il est principalement connu pour son rôle de vicomte Tewksbury dans le film Netflix Enola Holmes.

## Biographie
Louis James Patrick Partridge est né à Wandsworth. 

### Carrière
Il fait ses débuts d'acteur à la télévision dans un épisode de 2014 de la série BBC Boomers. En 2017, il tient un petit rôle dans Paddington 2,. 
En 2019, Il incarne le rôle récurrent de Piero dans Pierre II de Médicis la série télévisée Les Médicis : Maîtres de Florence. 
En 2020, il se fait connaître au cinéma pour son rôle du vicomte de Tewksbury dans Netflix Enola Holmes,. Il a décroché le rôle principal de Peter Pan dans le film The Lost Girls. 
En 2022, il apparaît dans la série Pistol dans le rôle de Sid Vicious.

### Vie privée
Il est en couple depuis fin 2023 avec la chanteuse Olivia Rodrigo.

## Filmographie

### Cinéma

#### Longs métrages
- 2015 : Pan : Mineur
- 2017 : Amazon Adventure : Henry Bates jeune
- 2017 : Paddington 2 : G-Man (scène coupée)
- 2020 : Enola Holmes : Vicomte Tewkesbury
- 2022 : The Lost Girls : Peter Pan
- 2022 : Enola Holmes 2 : Vicomte Tewkesbury
- 2024 : Argylle : Aubrey Argylle

#### Courts métrages
- 2014 : Beneath water : Felix
- 2014 : About a Dog : Gav jeune
- 2016 : Second Skin : Nature Boy
- 2019 : Breck's last game : Breck Bednar

### Télévision

#### Séries télévisées
- 2014 : Boomers : Alf
- 2019 : Les Médicis : Maîtres de Florence : Pierre II de Médicis (4 épisodes)
- 2022 : Pistol : Sid Vicious (5 épisodes)
- 2024 : Disclaimer : Jonathan Brigstocke (7 épisodes)